# Страни правни живот
Страни правни живот је научни часопис који излази од 1956. године и бави се упоредним правом. Издавач часописа је Институт за упоредно право у Београду. Чланци који се објављују у часопису односе се на упоредно право и судску праксу, односно на права и законодавства, као и праксу других земаља. Часопис Страни правни живот има категорију водећег часописа националног значаја.

## Опис

### Историјат
Часопис Страни правни живот је 2016. године прославио 60 година излажења. Уредници часописа су били еминентни професори и научници Института за упоредно право. Чланке у часопису су објављивали угледни професори, научници, судије, као и остали стручњаци из области права из земље и иностранства.

### Периодичност излажења
Годишње се објављује 4 броја часописа, од којих се 3 броја објављују на српском језику, а један (4. број) на енглеском језику. Чланци се могу објављивати и на другим језицима, ако се ради о чланку изузетног значаја, о чему одлучује редакција.

## Уредници
Главни и одговорни уредник проф. др Владимир Чоловић, заменик главног и одговорног уредника проф. др Наташа Мрвић Петровић, технички уредник Милош Станић, мастер, секретари редакције др Јелена Вукадиновић и мр Милица Матијевић.
Чланови редакције: проф. др Миодраг Орлић, проф. др Олга Цвејић Јанчић, проф. др Спиридон Врелис, проф. др Микеле Папа, проф. др Волфганг Рорбах, проф. др Вид Јакулин, др Стефанос Кареклас, проф. др Алесандро Симони, проф. др Ђорђе Игњатовић, проф. др Дејан Ђурђевић, проф. др Душан Врањанац, Ратомир Слијепчевић, проф. др Горан Дајовић, др Бранислава Кнежић, Бранка Бабовић, др Јован Ћирић, проф. др Наташа Мрвић Петровић, проф. др Владимир Чоловић, др Александра Рабреновић, доц.др Јелена Ћеранић, др Катарина Јовичић, проф. др Владимир Ђурић, др Ана Кнежевић Бојовић.

## Електронско издање
Часопис је у електронском облику у режиму отвореног приступа од 2008. године.

## Индексирање у базама података
- Српски цитатни индекс